# Calomys hummelincki
Calomys hummelincki es una especie de roedor de la familia Cricetidae.

## Distribución geográfica
Se encuentra en Colombia, Antillas Neerlandesas y Venezuela.